# Athanasios Eftaxias

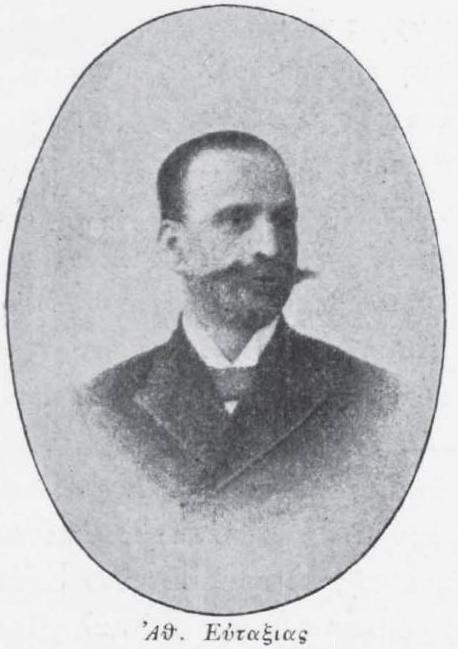
Athanasios Eftaxias.

Athanasios Eftaxias (Grieks: Αθανάσιος Ευταξίας) (Lokris, 1849 - 5 februari 1931) was een Grieks politicus en eerste minister.

## Levensloop
Als zoon van een priester begon Eftaxias zijn politieke loopbaan na zijn studies door verkozen te geraken in het Parlement van Griekenland, waar hij de kieskring Phthiotis vertegenwoordigde. Van augustus 1909 tot januari 1910 was hij minister van Financiën en van januari 1910 tot oktober 1910 was hij minister van Binnenlandse Zaken in de kabinetten van Kiriakoulis Mavromichalis en Stephanos Dragoumis. In september 1922 was hij in het overgangskabinet van Nikolaos Triantaphillakos opnieuw minister van Financiën.
Van 19 juli tot en met 23 augustus 1926 leidde hij als premier zelf een overgangsregering.
- Gemeinsame Normdatei: 1104716127
- International Standard Name Identifier: 0000 0004 2568 9959
- Library of Congress Control Number: no2013138566
- Virtual International Authority File: 306129808
- WorldCat: E39PBJgCGWvRvxtXTx34PwfH4q